# Neuseeländische Badmintonmeisterschaft 2021
Die Neuseeländische Badmintonmeisterschaft 2021 fand vom 2. bis zum 4. Juli 2021 im Eastlink Badminton Stadium in Hamilton statt.

## Medaillengewinner
| Disziplin    | Gold                               | Silber                      | Bronze                            |
| ------------ | ---------------------------------- | --------------------------- | --------------------------------- |
| Herreneinzel | Abhinav Manota                     | Oscar Guo                   | Joshua Feng                       |
| Herreneinzel | Abhinav Manota                     | Oscar Guo                   | Edward Lau                        |
| Dameneinzel  | Shaunna Li                         | Sally Fu                    | Victoria Guo                      |
| Dameneinzel  | Shaunna Li                         | Sally Fu                    | Courtney Trillo                   |
| Herrendoppel | Oliver Leydon-Davis Abhinav Manota | Adam Jeffrey Dylan Soedjasa | Jonathan Curtin Dacmen Vong       |
| Herrendoppel | Oliver Leydon-Davis Abhinav Manota | Adam Jeffrey Dylan Soedjasa | Ryan Tong Evan Wong               |
| Damendoppel  | Roanne Apalisok Shaunna Li         | Sally Fu Catelyn Rozario    | Erena Calder-Hawkins Alyssa Tagle |
| Damendoppel  | Roanne Apalisok Shaunna Li         | Sally Fu Catelyn Rozario    | Caragh Alley Cynthia Fan          |
| Mixed        | Edward Lau Shaunna Li              | Dacmen Vong Alyssa Tagle    | Jack Wang Roanne Apalisok         |
| Mixed        | Edward Lau Shaunna Li              | Dacmen Vong Alyssa Tagle    | Oliver Leydon-Davis Anona Pak     |